# Philoliche basalis
Philoliche basalis är en tvåvingeart som beskrevs av H. Oldroyd 1957. Philoliche basalis ingår i släktet Philoliche och familjen bromsar. Inga underarter finns listade i Catalogue of Life.